# Crimes of Fashion
Crimes of Fashion es una película de televisión del 2004 que fue estrenada por la cadena ABC Family en julio de 2004. Las protagonistas son Kaley Cuoco y Megan Fox y está dirigida por Stuart Gillard.

## Argumento
Brooke (Kaley Cuoco), un estudiante normal, pero creativa y trabajadora en la escuela de moda más importantes de la nación, que ha recorrido un largo camino desde su niñez difícil el ir pasando de un hogar de acogida a otro. Ella siempre ha soñado con ser una diseñadora de moda, y está muy emocionada de estar finalmente en su camino. Pero, cuando el abuelo que nunca conoció muere, su vida de repente es al revés. Aparte de una cuantiosa herencia, el abuelo la deja a cargo de la empresa familiar, como jefe de la mafia a uno de los principales sindicatos del crimen. Si eso no es suficiente, el nuevo estudiante guapo del que se enamora es en realidad un agente encubierto del FBI con el objetivo de conseguir la suciedad en ella para derrocar al imperio de la familia.

## Reparto
- Kaley Cuoco es Brooke.
- Megan Fox es Candace.
- David Sparrow es Bruno.
- Pat Kelly es Jack Lawton.
- Dominic Chianese es George.
- Tim Rozon es Marcus.